# Merla de les Izu
La merla de les Izu (Turdus celaenops) és un ocell de la família dels túrdids (Turdidae).

## Hàbitat i distribució
Habita el bosc decidu i ciutats ales illes Tokara, a Tairajima i Nakanoshima, antnay també a les illes Izu.